# Championnat de France féminin de football de deuxième division 1982-1983
Navigation
Édition suivante
Le Division 2 1982-1983  est la 1re édition du Championnat de France féminin de football de seconde division. 
Les premiers niveaux nationaux du championnat féminin ont un format particulier lors de cette saison. En effet, au début, l'ensemble des équipes de première et de deuxième division s'affrontent lors d'une phase commune opposant quarante-huit clubs répartis dans huit groupes de six équipes, en une série de douze rencontres jouées durant la première partie de la saison de football. Les trois meilleures équipes de chaque groupe sont alors qualifiées pour participer à la Division 1 et les trois dernières participent à la Division 2. 
Dans un deuxième temps, les équipes participantes au championnat de deuxième division sont réparties en quatre groupes de six équipes qui s'affrontent à deux reprises durant la deuxième moitié de la saison. Les meilleures équipes de chaque groupe se qualifient ensuite pour les demi-finales, avant que les deux meilleures équipes ne s'affrontent lors de la finale du championnat à la fin de la saison.
Les deux équipes terminant aux deux dernières places d'un de ces quatre nouveaux groupes, sont quant à elles reléguées en division inférieure.
Lors de l'exercice précédent, l'AS Saint-Quentin, le Calais Beau-Marais FC, le FCF Valence, l'US Beaumont, le FF Choletais, le FC Bergot, le Dreux Femmes, ont gagné le droit de participer au tournoi préliminaire après avoir remporté leurs compétitions régionales respectives. 
À l'issue de la saison, le FCF Condéen décroche le premier titre de champion de France de deuxième division de son histoire en battant en finale le Paris SG sur le score de trois buts à deux. Dans le bas du classement, l'US Beaumont, le Calais Beau-Marais FC, le FCF Colombes, le Rochefort FC, l'Olympique de Royan, le RC Saint-Étienne et l'ASPTT Strasbourg, sont relégués en division inférieure. Le Beaucaire Olympique, l'US Colomiers, l'US Fécamp et l'US Foug sont quant à eux relégués pour des raisons administratives et financières.

## Participants
Ces tableaux présentent les vingt-quatre équipes qualifiées pour disputer le championnat 1982-1983. On y trouve le nom des clubs, la date de création du club, l'année de la dernière accession à la seconde division, la division dans laquelle ils évoluaient auparavant, le nom des stades ainsi que la capacité de ces derniers.
Le championnat comprend quatre groupes de six équipes.
Légende des couleurs
- Promu de division inférieure.

| \| AO Boranaise FCF Condéen FOS Hem US Fécamp Calais Beau-Marais FC FCF Colombes \| Localisation des clubs engagés dans le groupe A du championnat. |
| AO Boranaise FCF Condéen FOS Hem US Fécamp Calais Beau-Marais FC FCF Colombes                                                                       |

| Nom du club           | Date de création | Dernière accession | Division 1981-1982 | Stade                | Capacité |
| --------------------- | ---------------- | ------------------ | ------------------ | -------------------- | -------- |
| AO Boranaise          | -                | 1982               | D1                 | Stade Municipal      | -        |
| FCF Condéen           | 1978             | 1982               | D1                 | Stade Robert Gossart | -        |
| FOS Hem               | 1970             | 1982               | D1                 | -                    | -        |
| US Fécamp             | -                | 1982               | D1                 | Stade René Gayant    | -        |
| Calais Beau-Marais FC | -                | 1982               | Div. Inf.          | Stade Stecy Suisse   | -        |
| FCF Colombes          | -                | 1982               | Div. Inf.          | Stade Fernand Hémon  | -        |

| \| AS Valentigney ASPTT Strasbourg0 FC Baldersheim FC Vendenheim Paris SG US Foug \| Localisation des clubs engagés dans le groupe B du championnat. |
| AS Valentigney ASPTT Strasbourg0 FC Baldersheim FC Vendenheim Paris SG US Foug                                                                       |

| Nom du club      | Date de création | Dernière accession | Division 1981-1982 | Stade                 | Capacité |
| ---------------- | ---------------- | ------------------ | ------------------ | --------------------- | -------- |
| AS Valentigney   | 1974             | 1982               | D1                 | Stade des Longines    | -        |
| ASPTT Strasbourg | -                | 1982               | D1                 | -                     | -        |
| FC Baldersheim   | -                | 1982               | D1                 | -                     | -        |
| FC Vendenheim    | 1974             | 1982               | D1                 | Stade Waldeck         | -        |
| Paris SG         | 1971             | 1982               | D1                 | Stade Georges Lefevre | 3 500    |
| US Foug          | -                | 1982               | D1                 | -                     | -        |

| \| Beaucaire Olympique Grenoble FF RC Saint-Étienne US Colomiers FCF Valence US Beaumont \| Localisation des clubs engagés dans le groupe C du championnat. |
| Beaucaire Olympique Grenoble FF RC Saint-Étienne US Colomiers FCF Valence US Beaumont                                                                       |

| Nom du club         | Date de création | Dernière accession | Division 1981-1982 | Stade                     | Capacité |
| ------------------- | ---------------- | ------------------ | ------------------ | ------------------------- | -------- |
| Beaucaire Olympique | -                | 1982               | D1                 | Stade Philibert Schneider | -        |
| Grenoble FF         | 1983             | 1982               | D1                 | -                         | -        |
| RC Saint-Étienne    | 1977             | 1982               | D1                 | Stade Léon Nautin         | 1 500    |
| US Colomiers        | -                | 1982               | D1                 | Stade Bertrand Andrieux   | -        |
| FCF Valence         | -                | 1982               | Div. Inf.          | -                         | -        |
| US Beaumont         | -                | 1982               | Div. Inf.          | -                         | -        |

| \| AAJ Blois ASPTT Bordeaux Rochefort FC Olympique de Royan US Mans Dreux Femmes \| Localisation des clubs engagés dans le groupe D du championnat. |
| AAJ Blois ASPTT Bordeaux Rochefort FC Olympique de Royan US Mans Dreux Femmes                                                                       |

| Nom du club        | Date de création | Dernière accession | Division 1981-1982 | Stade                      | Capacité |
| ------------------ | ---------------- | ------------------ | ------------------ | -------------------------- | -------- |
| AAJ Blois          | -                | 1982               | D1                 | -                          |          |
| ASPTT Bordeaux     | -                | 1982               | D1                 | -                          | -        |
| Rochefort FC       | -                | 1982               | D1                 | Stade du polygone          | -        |
| Olympique de Royan | -                | 1982               | D1                 | -                          | -        |
| US Mans            | 1983             | 1982               | D1                 | Stade Léon-Bollée (Annexe) | 4 000    |
| Dreux Femmes       | -                | 1982               | Div. Inf.          | -                          | -        |

## Compétition

### Tour préliminaire
Le tour préliminaire est composé des quarante-huit équipes de Division 1 et de Division 2 qui sont réparties dans huit groupes de six.
Le classement est calculé avec le barème de points suivant : une victoire vaut deux points, le match nul un et la défaite zéro.
Critères de départage en cas d'égalité au classement :
1. classement aux points des matchs joués entre les clubs ex æquo ;
2. différence entre les buts marqués et les buts concédés par chacun d’eux au cours des matchs qui les ont opposés ;
3. différence entre les buts marqués et les buts concédés sur la totalité des matchs joués dans le championnat ;
4. plus grand nombre de buts marqués sur la totalité des matchs joués dans le championnat ;
5. en cas de nouvelle égalité, une rencontre supplémentaire aura lieu sur terrain neutre avec, éventuellement, l’épreuve des tirs au but.

Légende des couleurs
- Joue le titre de Division 1.
- Joue le titre de Division 2 et la relégation.
- P : Promu de division inférieure.

Source : Erik Garin et Hervé Morard, « France - List of Women Final Tables », sur rsssf.com
| Cls | Equipe                  | Pts |
| --- | ----------------------- | --- |
| 1   | AS Étrœungt             | 18  |
| 2   | FCF Hénin-Beaumont      | 16  |
| 3   | AS Saint-Quentin P      | 8   |
| 4   | US Fécamp               | 7   |
| 5   | FOS Hem                 | 6   |
| 6   | Calais Beau-Marais FC P | 3   |

| Cls | Equipe            | Pts |
| --- | ----------------- | --- |
| 1   | FR Sessenheim     |     |
| 2   | FC Metz           |     |
| 3   | AS Nancy-Lorraine |     |
| 4   | US Foug           |     |
| 5   | ASPTT Strasbourg  |     |
| 6   | FC Baldersheim    |     |

| Cls | Equipe           | Pts |
| --- | ---------------- | --- |
| 1   | FC Lyon          | 14  |
| 2   | US Orléans       | 13  |
| 3   | AS Moulins       | 13  |
| 4   | AS Valentigney P | 8   |
| 5   | FC Vendenheim    | 6   |
| 6   | RC Saint-Étienne | 2   |

| Cls | Equipe                 | Pts |
| --- | ---------------------- | --- |
| 1   | Caluire SCSC           | 17  |
| 2   | Olympique de Marseille | 15  |
| 3   | US Cannes-Bocca        | 11  |
| 4   | FCF Valence            | 11  |
| 5   | Beaucaire Olympique    | 3   |
| 6   | Grenoble FF            | 1   |

| Cls | Equipe          | Pts |
| --- | --------------- | --- |
| 1   | ASF Muret       | 14  |
| 2   | ES Arpajonnaise | 14  |
| 3   | Toulouse OAC    | 13  |
| 4   | ASPTT Bordeaux  | 10  |
| 5   | US Beaumont P   | 5   |
| 6   | US Colomiers    | 2   |

| Cls | Equipe             | Pts |
| --- | ------------------ | --- |
| 1   | ASJ Soyaux         | 19  |
| 2   | US Montfaucon      | 15  |
| 3   | FF Choletais P     | 11  |
| 4   | Rochefort FC       | 8   |
| 5   | AAJ Blois          | 5   |
| 6   | Olympique de Royan | 2   |

| Cls | Equipe           | Pts |
| --- | ---------------- | --- |
| 1   | Stade quimperois | 16  |
| 2   | Saint-Brieuc SC  | 13  |
| 3   | FC Bergot P      | 13  |
| 4   | FCF Condéen      | 12  |
| 5   | US Mans          | 4   |
| 6   | Dreux Femmes P   | 2   |

| Cls | Equipe             | Pts |
| --- | ------------------ | --- |
| 1   | VGA Saint-Maur     | 16  |
| 2   | Stade de Reims     | 13  |
| 3   | ES Juvisy-sur-Orge | 13  |
| 4   | Paris SG           | 10  |
| 5   | AO Boranaise       | 7   |
| 6   | FCF Colombes P     | 1   |

### Tour principal de deuxième division
Pour le tour principal de première division, voir l'article sur la Division 1 1983-1984.
Classement
Le classement est calculé avec le barème de points suivant : une victoire vaut deux points, le match nul un et la défaite zéro.
Critères de départage en cas d'égalité au classement :
1. classement aux points des matchs joués entre les clubs ex æquo ;
2. différence entre les buts marqués et les buts concédés par chacun d’eux au cours des matchs qui les ont opposés ;
3. différence entre les buts marqués et les buts concédés sur la totalité des matchs joués dans le championnat ;
4. plus grand nombre de buts marqués sur la totalité des matchs joués dans le championnat ;
5. en cas de nouvelle égalité, une rencontre supplémentaire aura lieu sur terrain neutre avec, éventuellement, l’épreuve des tirs au but.

Légende des couleurs
- Qualifié pour les demi-finales de la compétition.
- Relégué en division inférieure.
- P : Promu de division inférieure.

Source : Erik Garin et Hervé Morard, « France - List of Women Final Tables », sur rsssf.com
| Cls | Equipe                  | Pts |
| --- | ----------------------- | --- |
| 1   | FCF Condéen             | 17  |
| 2   | AO Boranaise            | 14  |
| 3   | FOS Hem                 | 10  |
| 4   | US Fécamp               | 9   |
| 5   | Calais Beau-Marais FC P | 8   |
| 6   | FCF Colombes P          | 2   |

| Cls | Equipe           | Pts |
| --- | ---------------- | --- |
| 1   | Paris SG         |     |
| 2   | US Foug          |     |
| 3   | AS Valentigney P |     |
| 4   | FC Vendenheim    |     |
| 5   | FC Baldersheim   |     |
| 6   | ASPTT Strasbourg |     |

| Cls | Equipe              | Pts |
| --- | ------------------- | --- |
| 1   | FCF Valence         |     |
| 2   | Beaucaire Olympique |     |
| 3   | Grenoble FF         |     |
| 4   | US Colomiers        |     |
| 5   | RC Saint-Étienne    |     |
| 6   | US Beaumont P       |     |

| Cls | Equipe             | Pts |
| --- | ------------------ | --- |
| 1   | AAJ Blois          | 15  |
| 2   | ASPTT Bordeaux     | 12  |
| 3   | Dreux Femmes P     | 12  |
| 4   | US Mans            | 12  |
| 5   | Rochefort FC       | 6   |
| 6   | Olympique de Royan | 3   |

Nota :
1. 1 2 3 4  Certains clubs sont relégués administrativement bien qu'ayant obtenu le maintien sportivement, pour des raisons financières.
2. ↑  Le FC Baldersheim profite du désistement de cinq autres clubs pour conserver sa place lors de la saison suivante.

Résultats

### Phase finale
Source : Erik Garin et Hervé Morard, « France - List of Women Final Tables », sur rsssf.com
|  |             |             |          |             |   |   |  |  |  |  |  |  |             |  |  |  |
|  |             |             |          |             |   |   |  |  |  |  |  |  |             |  |  |  |
|  |             |             |          |             |   |   |  |  |  |  |  |  | Pierrelatte |  |  |  |
|  |             |             |          |             |   |   |  |  |  |  |  |  |             |  |  |  |
|  |             |             |          |             |   |   |  |  |  |  |  |  |             |  |  |  |
|  |             |             |          |             |   |   |  |  |  |  |  |  |             |  |  |  |
|  |             |             |          |             |   |   |  |  |  |  |  |  |             |  |  |  |
|  | 1er gr.A    | FCF Condéen | 6        | 2           |   |   |  |  |  |  |  |  |             |  |  |  |
|  | 1er gr.A    | FCF Condéen | 6        | 2           |   |   |  |  |  |  |  |  |             |  |  |  |
|  |             |             | 1er gr.C | FCF Valence | 1 | 1 |  |  |  |  |  |  |             |  |  |  |
|  |             |             |          |             | 1 | 1 |  |  |  |  |  |  |             |  |  |  |
|  |             |             |          |             |   |   |  |  |  |  |  |  |             |  |  |  |
|  |             |             |          |             |   |   |  |  |  |  |  |  |             |  |  |  |
|  | FCF Condéen | FCF Condéen | 3        | 3           |   |   |  |  |  |  |  |  |             |  |  |  |
|  | FCF Condéen | FCF Condéen | 3        | 3           |   |   |  |  |  |  |  |  |             |  |  |  |
|  |             |             | Paris SG | Paris SG    | 2 | 2 |  |  |  |  |  |  |             |  |  |  |
|  |             |             |          |             | 2 | 2 |  |  |  |  |  |  |             |  |  |  |
|  |             |             |          |             |   |   |  |  |  |  |  |  |             |  |  |  |
|  |             |             |          |             |   |   |  |  |  |  |  |  |             |  |  |  |
|  | 1er gr.B    | Paris SG    | 2        | 4           |   |   |  |  |  |  |  |  |             |  |  |  |
|  | 1er gr.B    | Paris SG    | 2        | 4           |   |   |  |  |  |  |  |  |             |  |  |  |
|  |             |             | 1er gr.D | AAJ Blois   | 0 | 0 |  |  |  |  |  |  |             |  |  |  |
|  |             |             |          |             | 0 | 0 |  |  |  |  |  |  |             |  |  |  |
|  |             |             |          |             |   |   |  |  |  |  |  |  |             |  |  |  |
|  |             |             |          |             |   |   |  |  |  |  |  |  |             |  |  |  |
|  |             |             |          |             |   |   |  |  |  |  |  |  |             |  |  |  |
|  |             |             |          |             |   |   |  |  |  |  |  |  |             |  |  |  |

## Bilan de la saison
| Championnat de France féminin de football de deuxième division 1982-1983 |                         |
| Champion                                                                 | FCF Condéen (1er titre) |
| Dauphin                                                                  | Paris SG                |
| Promotions et relégations                                                |                         |
| Promus en Division 1/2 (Tour préliminaire)                               | SMUC Saint-Joseph       |
| Promus en Division 1/2 (Tour préliminaire)                               | Étoile de Menton        |
| Promus en Division 1/2 (Tour préliminaire)                               | Toulouse OM             |
| Promus en Division 1/2 (Tour préliminaire)                               | Langon FC               |
| Promus en Division 1/2 (Tour préliminaire)                               | Poissy JSF              |
| Promus en Division 1/2 (Tour préliminaire)                               | ASG Saint-Herblain      |
| Promus en Division 1/2 (Tour préliminaire)                               | US Villaines            |
| Promus en Division 1/2 (Tour préliminaire)                               | Tours EC                |
| Promus en Division 1/2 (Tour préliminaire)                               | FCE Le Neubourg         |
| Promus en Division 1/2 (Tour préliminaire)                               | AC Cambrésien           |
| Promus en Division 1/2 (Tour préliminaire)                               | ASFF Épinal             |
| Promus en Division 1/2 (Tour préliminaire)                               | AS Toussieu             |
| Relégués en Division d'Honneur                                           | ASPTT Strasbourg        |
| Relégués en Division d'Honneur                                           | Beaucaire Olympique     |
| Relégués en Division d'Honneur                                           | US Beaumont             |
| Relégués en Division d'Honneur                                           | Calais Beau-Marais FC   |
| Relégués en Division d'Honneur                                           | FCF Colombes            |
| Relégués en Division d'Honneur                                           | US Colomiers            |
| Relégués en Division d'Honneur                                           | US Fécamp               |
| Relégués en Division d'Honneur                                           | US Foug                 |
| Relégués en Division d'Honneur                                           | Rochefort FC            |
| Relégués en Division d'Honneur                                           | Olympique de Royan      |
| Relégués en Division d'Honneur                                           | RC Saint-Étienne        |